# Megorama
Megorama is een geslacht van kevers uit de familie van de klopkevers (Anobiidae).

## Soorten
- Megorama frontalis (LeConte, 1878)
- Megorama ingens Fall, 1905
- Megorama simplex (LeConte, 1865)
- Megorama subserratum Israelson, 1974
- Megorama viduum Fall, 1905